# Moncloa (metropolitana di Madrid)
Moncloa è una stazione delle linea 3 (di cui è il capolinea) e 6 della metropolitana di Madrid.
Si trova sotto alla Plaza de la Moncloa, tra i distretti di Chamberí e Moncloa-Aravaca.
Oltre alla stazione della metropolitana, esiste una stazione di autobus sotterranea da dove partono gli autobus extraurbani per la zona nord-ovest di Madrid. Tutto ciò configura Moncloa come uno dei grandi snodi del trasporto pubblico di Madrid.
È anche un luogo di incontro di universitari e studenti per la vicinanza con l'Università Complutense e altri centri di studio. All'uscita dalla stazione si possono vedere l'Arco de la Victoria e l'imponente edificio dell'Ejército del Aire.

## Storia
La stazione della linea 3 fu inaugurata il 17 luglio 1963, a differenza delle altre stazioni della linea aveva banchine di 90 m, invece di 60. Questa stazione aveva due accessi, uno nella Calle de Isaac Peral e l'altro nella Calle de Fernández de los Ríos, oggi entrambi smantellati.
Il 10 maggio 1995 fu aperta la stazione della linea 6. I binari si trovavano a maggiore profondità rispetto a quelli della linea 3 e sono uniti a questi tramite un corridoio. Venne, inoltre, aperto un nuovo accesso nella Calle de la Princesa, di fronte alla giunta municipale del distretto di Moncloa-Aravaca.
Tra l'estate del 2004 e quella del 2006 si decise di approfittare dei lavori che dovevano compiersi sulla linea 3 per spostare la stazione della linea 3 e costruire i nuovi binari paralleli a quelli della linea 6. L'antica stazione della linea 3 fu rimpiazzata dalla nuova il 30 settembre 2006. Uno dei motivi che portarono a questo spostamento fu la necessità di ampliare la stazione sotterranea degli autobus. I vecchi accessi delle vie Isaac Peral e Fernández de los Ríos furono chiusi e ne furono costruiti di nuovi.

## Accessi

### Metropolitana
Ingresso Arcipreste de Hita
- Arcipreste de Hita: Calle del Arcipreste de Hita 1-3
- Terminal de Autobuses - Isla 1: Connessione sotterranea con Piano - 1 dell'isola 1 della stazione sotterranea degli autobus

Ingresso Cuartel General del Aire
- Princesa: Calle de la Princesa 96
- Intercambiador: Connessione sotterranea con Piano - 2 della stazione sotterranea degli autobus

### Stazione sotterranea degli autobus
Accessi all'isola 1
- Paseo de Moret: Paseo de Moret s/n (angolo con Calle de la Princesa)
- Princesa, impares (dispari): Calle de la Princesa 87

Aceesi alle isole 2 e 3
- Princesa, pares (pari): Calle de la Princesa 96 (angolo con Avenida del Arco de la Victoria)
- Ascensor 1 (ascensore 1): di fronte alla giunta municipale del distretto di Moncloa-Aravaca
- Ascensor 2 (ascensore 1): di fronte alla giunta municipale del distretto di Moncloa-Aravaca
- Fernández de los Ríos Calle de Fernández de los Ríos s/n (angolo con Avenida del Arco de la Victoria)

## Autobus
Il primo terminal sotterraneo per gli autobus fu inaugurato nel 1995 e furono trasferiti al suo interno i capolinea delle linee extraurbane che collegano Madrid con i municipi della Sierra de Guadarrama e altri situati lungo la A-6. Questa stazione aveva 14 banchine e circa 30 linee. Il numero di linee incominciò a crescere e nel 2004 alcune furono trasferite in superficie lungo il Paseo de Moret. Dopo la modifica della linea 3 e nella parte lasciata libera sottoterra si iniziò a costruire un nuovo ampliamento della stazione sotterranea degli autobus. Le nuove parti furono inaugurate il 18 febbraio 2008 e aperte al pubblico il giorno successivo. Fino al 6 marzo 2008 si trasferirono progressivamente le linee in questa nuova stazione ampliata. 
La zona antica del terminal sotterraneo fu ristrutturata e i lavori si conclusero il 23 dicembre 2008. A partire dall'agosto del 2009 alcune linee di lunga distanza verso Valladolid e León furono trasferite dalla Estación Sur de Autobuses a Moncloa.

### Urbani
| Linea della EMT | Direzione                        | fermata:                                            |
| --------------- | -------------------------------- | --------------------------------------------------- |
| 16              | Avenida de Pío XII               | 520: FDEZ. DE LOS RÍOS-HILARIÓN ESLAVA (n. 88)      |
| 61              | Narváez                          | 520: FDEZ. DE LOS RÍOS-HILARIÓN ESLAVA (n. 88)      |
| 133             | Plaza del Callao                 | 740: Princesa-p.za Moncla (n.87)                    |
| L6              | Búho Metro Circolare (binario 1) | 740: Princesa-p.za Moncla (n.87)                    |
| 46              | Sevilla                          | 2419: P.za Moncla (Calle Princesa 87)               |
| G               | Ciudad Universitaria             | 2419: P.za Moncla (Calle Princesa 87)               |
| NC1             | Plaza de Cibeles                 | 2800: Arcipreste De Hita-Fernando El Católico       |
| 1               | Prosperidad                      | 3687: Arcipreste De Hita-Fernando El Católico (nº3) |
| 44              | Plaza del Callao                 | 3687: Arcipreste De Hita-Fernando El Católico (nº3) |
| C2              | Circolare 2: Embajadores         | 3687: Arcipreste De Hita-Fernando El Católico (nº3) |
| N21             | Plaza de Cibeles                 | 3687: Arcipreste De Hita-Fernando El Católico (nº3) |
| 82              | Barrio de Peñagrande             | 3688: P.za Moncla-Princesa (Calle Princesa 94)      |
| 83              | Barrio del Pilar                 | 3688: P.za Moncla-Princesa (Calle Princesa 94)      |
| 132             | Hospital La Paz                  | 3688: P.za Moncla-Princesa (Calle Princesa 94)      |
| 133             | Mirasierra                       | 3688: P.za Moncla-Princesa (Calle Princesa 94)      |
| N21             | Lacoma                           | 3688: P.za Moncla-Princesa (Calle Princesa 94)      |
| L06             | Búho Metro Circolare (binario 2) | 3688: P.za Moncla-Princesa (Calle Princesa 94)      |
| 1               | Plaza de Cristo Rey              | 4816: P.za Moncla (Calle Princesa 92)               |
| 44              | Marqués de Viana                 | 4816: P.za Moncla (Calle Princesa 92)               |
| C1              | Circolare 1: Cuatro Caminos      | 4816: P.za Moncla (Calle Princesa 92)               |
| L3              | Legazpi                          | 4816: P.za Moncla (Calle Princesa 92)               |
| A               | Campus de Somosaguas             | 5147: Pº Ruperto Champí-P.za Moncla                 |
| 161             | Estación de Aravaca              | 5596: Intercambiador de Moncla (banchina 31)        |
| 160             | Aravaca                          | 5597: Intercambiador de Moncla (banchina 32)        |
| 162             | El Barrial                       | 5597: Intercambiador de Moncla (banchina 32)        |

### Interurbani
| Linea | Destinazione                                      | Gestore              | Capolinea:          |
| ----- | ------------------------------------------------- | -------------------- | ------------------- |
| 573   | Boadilla del Monte (por Montepríncipe)            | Empresa Boadilla     | Paseo Ruperto Chapí |
| 601   | El Pardo - Mingorrubio                            | Transportes Alacuber | banchina 30         |
| 611   | Hoyo de Manzanares                                | Larrea               | banchina 29         |
| 611A  | Hoyo de Manzanares (por Urbanización Las Colinas) | Larrea               | banchina 29         |
| 612   | Torrelodones                                      | Larrea               | banchina 29         |
| 613   | Torrelodones (Hospital)                           | Larrea               | banchina 28         |
| 621   | Las Rozas                                         | Auto Periferia       | banchina 3          |
| 622   | Las Rozas - Las Matas                             | Auto Periferia       | banchina 4          |
| 623   | Villafranca del Castillo                          | Auto Periferia       | banchina 6          |
| 624   | Colonia Veracruz- Las Rozas                       | Auto Periferia       | banchina 3          |
| 625   | Monte Rozas                                       | Auto Periferia       | banchina 5          |
| 627   | Villanueva de la Cañada - Brunete                 | Auto Periferia       | banchina 6          |
| 628   | El Cantizal                                       | Auto Periferia       | banchina 4          |
| 629   | Las Rozas (Parque Empresarial)                    | Auto Periferia       | banchina 3          |
| 631   | Galapagar - Colmenarejo                           | Julián de Castro     | banchina 2          |
| 632   | La Navata - Galapagar - El Guijo                  | Julián de Castro     | banchina 1          |
| 635   | La Navata - Galapagar                             | Julián de Castro     | banchina 1          |
| 641   | Valdemorillo                                      | Autocares Beltrán    | banchina 27         |
| 642   | Colmenar del Arroyo                               | Autocares Beltrán    | banchina 27         |
| 643   | Villanueva del Pardillo                           | Autocares Beltrán    | banchina 27         |
| 645   | Robledo de Chavela - Cebreros                     | Autocares Herranz    | banchina 10         |
| 651   | Majadahonda (Avda. España)                        | Llorente             | banchina 39         |
| 651A  | Majadahonda (Pinar del Plantió)                   | Llorente             | banchina 35         |
| 652   | Majadahonda (Granja del Conde)                    | Llorente             | banchina 39         |
| 653   | Majadahonda (Hospital) por FFCC                   | Llorente             | banchina 38         |
| 654   | Majadahonda (Los Negrillos)                       | Llorente             | banchina 39         |
| 655   | Majadahonda (Hospital)                            | Llorente             | banchina 38         |
| 656   | Pozuelo                                           | Llorente             | banchina 36         |
| 656A  | Pozuelo (por Caminos de las Huertas)              | Llorente             | banchina 36         |
| 657   | Pozuelo (Monteclaro)                              | Llorente             | banchina 37         |
| 657A  | Pozuelo (Urbanización La Cabaña)                  | Llorente             | banchina 37         |
| 658   | Pozuelo (Ciudad de la Imagen)                     | Llorente             | banchina 35         |
| 661   | San Lorenzo de El Escorial (por Galapagar)        | Autocares Herranz    | banchina 11         |
| 661A  | Las Zorreras (por Galapagar)                      | Autocares Herranz    | banchina 10         |
| 662   | Urbanización Molino de la Hoz                     | Autocares Herranz    | banchina 10         |
| 664   | San Lorenzo de El Escorial (por Guadarrama)       | Autocares Herranz    | banchina 11         |
| 671   | Moralzarzal                                       | Francisco Larrea     | banchina 26         |
| 672   | Cerceda (por Mataelpino)                          | Francisco Larrea     | banchina 25         |
| 672A  | Cerceda (directo)                                 | Francisco Larrea     | banchina 25         |
| 673   | Collado Villalba (Los Valles)                     | Francisco Larrea     | banchina 25         |
| 681   | Alpedrete                                         | Larrea               | banchina 21         |
| 682   | Villalba - Guadarrama                             | Larrea               | banchina 22         |
| 683   | Collado Mediano                                   | Larrea               | banchina 20         |
| 684   | Cercedilla (por Guadarrama)                       | Larrea               | banchina 22         |
| 686   | Torrelodones (por Los Peñascales)                 | Larrea               | banchina 28         |
| 686A  | Torrelodones (por Montealegre) - Navalafuente     | Larrea               | banchina 28         |
| 687   | Collado Villalba                                  | Larrea               | banchina 20         |
| 688   | Los Molinos                                       | Larrea               | banchina 22         |
| 691   | Becerril de la Sierra - Navacerrada - Valdesquí   | Larrea               | banchina 21         |
| N602  | Torrelodones - Collado Villalba                   | Larrea               | Paseo Moret         |
| N603  | Moralzarzal                                       | Francisco Larrea     | Calle Princesa      |
| N901  | Pozuelo - Majadahonda                             | Llorente             | Calle Princesa      |
| N902  | Pozuelo - Ciudad de la Imagen                     | Llorente             | Calle Princesa      |
| N903  | Las Rozas - Monte Rozas                           | Auto Periferia       | Paseo Ruperto Chapí |
| N904  | Galapagar - Colmenarejo                           | Julián de Castro     | Paseo Moret         |
| N905  | Boadilla del Monte                                | Empresa Boadilla     | Paseo Ruperto Chapí |
| N906  | Majadahonda - Pozuelo                             | Llorente             | Calle Princesa      |